# Stockwellia quadrifida
Stockwellia quadrifida là một loài thực vật có hoa trong Họ Đào kim nương. Loài này được D.J.Carr, S.G.M.Carr & B.Hyland mô tả khoa học đầu tiên năm 2002.